# Marnoz
Marnoz là một xã trong vùng hành chính Franche-Comté, thuộc tỉnh Jura, quận Lons-le-Saunier, tổng Salins-les-Bains. Tọa độ địa lý của xã là 46° 57' vĩ độ bắc, 05° 49' kinh độ đông. Marnoz nằm trên độ cao trung bình là 340 mét trên mực nước biển, có điểm thấp nhất là 276 mét và điểm cao nhất là 616 mét. Xã có diện tích 4.87 km², dân số vào thời điểm 1999 là 320 người; mật độ dân số là 66 người/km².

## Thông tin nhân khẩu
| 1962 | 1968 | 1975 | 1982 | 1990 | 1999 |
| ---- | ---- | ---- | ---- | ---- | ---- |
| 254  | 261  | 276  | 330  | 360  | 320  |

## Địa điểm tham quan
Nhà thờ Saint-Michel có nhiều tượng từ thế kỉ thứ 15.